# ولفگانگ بارتل
ولفگانگ بارتل (انگلیسی: Wolfgang Bartels; ۱۴ ژوئیهٔ ۱۹۴۰ – ۶ فوریهٔ ۲۰۰۷) اسکی‌باز آلپاین اهل آلمان بود.
وی همچنین برندهٔ جوایزی همچون برگ بوی نقره‌ای شده‌است.